# تیان برت
تیان برت (انگلیسی: Tina Barrett؛ زادهٔ ۱۶ سپتامبر ۱۹۷۶) خواننده اهل بریتانیا است. او از سال ۱۹۹۹ میلادی تاکنون مشغول فعالیت بوده‌است.